# Microregione di Santa Maria
Santa Maria è una microregione del Rio Grande do Sul in Brasile, appartenente alla mesoregione di Centro Ocidental Rio-Grandense.
È una suddivisione creata puramente per fini statistici, pertanto non è un'entità politica o amministrativa.

## Comuni
È suddivisa in 13 comuni:
- Cacequi
- Dilermando de Aguiar
- Itaara
- Jaguari
- Mata
- Nova Esperança do Sul
- Santa Maria
- São Martinho da Serra
- São Pedro do Sul
- São Sepé
- São Vicente do Sul
- Toropi
- Vila Nova do Sul